# Tierra de Lobos
Tierra de lobos é uma série de televisão espanhola produzida pela Multipark Ficción e pela Boomerang TV para o canal Telecinco. Estreou no dia 29 de setembro de 2010 com uma boa recepção, sendo o seriado mais assistido na Espanha, país onde está sendo gravado.

## Filmagem
A filmagem da série acontece num conjunto de mil e quinhentos metros quadrados, o cenário está localizado nos Estudios Picasso, Madrid, Espanha.
A série conta com armas e animais para cenas de ação, arquitetura, decoração, figurinos e adereços que reproduzem as tendências da época ao pormenor e uma música de fundo grande executada por duas orquestras sinfônicas internacionais, eles são alguns elementos que dão a série de visualmente um ambiente rico e colorido, reminiscências culturais e a probabilidade de requerimento em grandes produções de época.

## Elenco
- Silvia Alonso como Almudena Lobo

## Episódios
| Temporadas | Temporadas | Capítulos | Data de lançamento     | Fim da temporada       | Audiência média | Audiência média | Audiência média |
| Temporadas | Temporadas | Capítulos | Data de lançamento     | Fim da temporada       | Espectadores    | Ação            |                 |
| ---------- | ---------- | --------- | ---------------------- | ---------------------- | --------------- | --------------- | --------------- |
|            | 1          | 13        | 29 de setembro de 2010 | 28 de dezembro de 2010 | 2.828.000       | 15,9%           |                 |
|            | 2          | 13        | 28 de setembro de 2011 | 21 de dezembro de 2011 | 2.934.000       | 15,7%           |                 |
|            | 3          | 14        | 17 de setembro de 2013 | 21 de janeiro de 2014  | -               | -               |                 |
| Total      | Total      | 40        |                        |                        | -               | -               |                 |